# Látigo
Látigo, född 24 augusti 1996 i Mexico City, är en mexikansk fribrottare, känd från Lucha Libre AAA Worldwide där han brottats regelbundet sedan 2021. Han är en del av gruppen Los Nuevos Vipers. Látigo har även brottats i USA, bland annat i Pro Wrestling Guerilla. Han har även brottats på den oberoende scenen i Mexiko och tillhörde då trion Mala Hierba tillsammans med Fly Warrior och Centvrión.
Látigo brottas under en fribrottningsmask och hans identitet är inte känd av allmänheten, vilket är vanligt inom lucha libre.